# Diego García (actor)
Diego García (n. 8 de febrero de 1983) es un actor argentino conocido por sus trabajos en las telenovelas Chiquititas, Rebelde Way y Floricienta producidas por Cris Morena.
Actualmente trabaja como maestro de equitación.

## Filmografía
| Cine       | Cine                       | Cine             | Cine                      |
| Año        | Título                     | Papel            | Notas                     |
| ---------- | -------------------------- | ---------------- | ------------------------- |
| 2000       | Sé quién eres              | Hermano Álvaro   |                           |
| Televisión |                            |                  |                           |
| Año        | Título                     | Papel            | Notas                     |
| 1996       | Como pan caliente          | Boy              | Cameo                     |
| 1997—1999  | Chiquititas                | Martín Barracuda |                           |
| 1999       | Trillizos, dijo la partera | Javier Gallardo  |                           |
| 2001       | Chiquititas                | Martín           |                           |
| 2002—2003  | Rebelde Way                | Marcos Aguilar   |                           |
| 2004       | Floricienta                | Chucky           |                           |
| 2007       | Romeo y Julieta            | Juan Monaguillo  |                           |
| 2008—2009  | Libro de familia           | Diego            |                           |
| 2011       | El color del pecado        | Sebastián        |                           |
| Teatro     |                            |                  |                           |
| Año        | Título                     | Papel            | Notas                     |
| 2001       | Chiquititas                | Martín Barracuda | Adaptación de Chiquititas |
|            | Rebelde Way                | Marcos Aguilar   | Adaptación de Rebelde Way |
| 2005       | Floricienta                | Chucky           | Adaptación de Floricienta |